# Macchia rossa II
Macchia rossa II è un dipinto a olio su tela (131×181 cm) realizzato nel 1921 dal pittore Vasilij Kandinskij. È conservato alla Städtische Galerie im Lenbachhaus di Monaco.

## Descrizione
Quest'opera, in cui a forme geometriche si affiancano altre di struttura irregolare ricordi dell'astrazione lirica, è caratterizzata da un equilibrio calibratissimo, il cui fulcro è costituito dalla macchia rossa che dà il titolo al dipinto. Sullo spazio chiaro di un trapezoide di retaggio suprematista, che isola e separa dallo sfondo e allo stesso tempo evidenzia, convivono forme e colori in un vortice di piccoli segmenti variopinti, archi colorati, elementi curvilinei che prendono il via dal cuore rosso pulsante della tela. Emergono inoltre per la prima volta alcuni cerchi scuri come nuovo elemento geometrico, fra cui spicca in alto uno avvolto da un alone, quasi a richiamare l'immagine di un buco nero. Al di là di questo mondo definito dalla forma trapezoidale bianca, due figure ovali, trafitte da due lunghi oggetti appuntiti, emergono da uno sfondo scuro. Kandinskij applica in questa tela alcuni dei principi cardine espressi nel suo Dello spirituale nell'arte associando i colori squillanti, come il giallo, alle forme acute e quelli profondi, come il blu e il nero, alle forme arrotondate e identificando la macchia con il colore rosso «caldo, vivace e inquieto» frutto «di un'immensa potenza».